# Ernst Ludwig Pauli
Ernst Ludwig Pauli (* 29. Mai 1716 in Braunschweig; † 21. April 1783 in Bernburg) war ein deutscher evangelischer Theologe.

## Leben
Ernst Ludwig Pauli war der Sohn des Theologen Hermann Reinhold Pauli (1682–1750). Seine zwei Brüder wurden später ebenfalls Theologen: Hermann Gottfried Pauli sowie Georg Jakob Pauli. Auf einem Bremer Gymnasium ausgebildet, studierte er an der Universität Halle Theologie und die älteren Sprachen.
Nach Abschluss seines Studiums wurde Pauli 1736 in das Predigerseminar des Berliner Domstifts aufgenommen. Zwei Jahre darauf wurde ihm durch Friedrich Wilhelm I. ermöglicht, eine Bildungsreise durch Deutschland, die Niederlande und die Schweiz zu unternehmen. Während der Reise besuchte er Universitäten und machte Bekanntschaften mit Gelehrten.
1740 wurde Pauli zum evangelisch-reformierten Prediger in Magdeburg ernannt. Im folgenden Jahr heiratete er dort die Tochter des Hofrates Guichard, Magdalena Christiane Guichard, mit der er später mehrere Kinder hatte.
1764 wurde Pauli als Rat des Konsistoriums, Hofprediger und Kircheninspektor zu Halberstadt und Aschersleben eingesetzt. Seit dem darauf folgenden Jahr bekleidete er das Amt des Oberhofpredigers und Konsistorialrates des Fürsten von Anhalt-Bernburg in Ballenstedt. 1772 wurde er daneben zum Pfarrer und Superintendenten nach Bernburg an die dortige Kirche St. Aegidien berufen.
Pauli verstarb 1783 im Alter von 66 Jahren in Bernburg.

## Wirken
Pauli gab ein neues Gesangbuch für Bernburg heraus und veröffentlichte 1774 für die Schulen Anhalt-Bernburgs einen Heidelberger Katechismus. Er schrieb Predigten, Abhandlungen über Theologie und übersetzte aus der englischen und der französischen Sprache. Diese Werke fanden Aufnahme in Sammelwerke anderer.

## Werke
- Thomas Birch Leben des Lord Erzbischofs zu Canterbury Tillotson; nebst einer angehängten Frühpredigt des Letztern; aus dem Englischen. Leipzig 1754.
- Gedächtnißpredigt auf den Tod der Königin in Preußen. Magdeburg 1757.
- Der Herr hat Großes an uns gethan; eine Predigt am Friedensfeste. Magdeburg/Frankfurt/Leipzig 1763.
- Predigt auf das Jubelfest der reformirten Kirche zu Halberstadt. Halberstadt 1764.
- Gastpredigt zu Ballenstädt über das Evangelium am 21sten Sonntage nach Trinit. Magdeburg 1764.
- Das neue Ballenstädtische Gesangbuch für die dasige Hofgemeine u.s.w.. Bernburg 1768.
- Der Heidelbergische Katechismus in kurze Sätze in Beweisen gebracht; nebst einigen vorläufigen Grundwahrheiten der christlichen Religion; zum Besten der Anhalt-Bernburgischen Schulen. Bernburg 1774.